# Oya Baydar
Oya Baydar (n. 3 iulie 1940, Istanbul) este o scriitoare  și jurnalistă turcă.

## Biografie
Baydar a urmat Lycée Notre Dame de Sion din Istanbul⁠(en)[traduceți], cu predare în limba franceză, după care a studiat sociologia. S-a implicat de timpuriu în politica de stânga. Ca membră fondatoare a Partidului Socialist Muncitoresc Turc, a intrat, după lovitura de stat din 1980, în atenția guvernului militar, și a fost inițial închisă. A fugit din țară în urma loviturii de stat militare, în septembrie 1980, și a trăit timp de doisprezece ani în Frankfurt pe Main. În urma unei amnistii, din 1992, ea a putut să se întoarcă în Turcia. Impresionată de căderea Zidului Berlinului, autoarea a început, după 30 de ani de lungă tăcere, din nou să scrie. În anul 2001 a fondat Turkey Peace Attempt, al cărei purtătoare de cuvânt este. De la întoarcerea ei în Turcia lucrează ca jurnalist, publicist și scriitor în Istanbul. Este căsătorită cu jurnalistul turc Aydın Engin și are un fiu.

## Opere
- Elveda Alyosa, povestiri scurte, 1991
- Kedi Mektupları, roman, 1992
- Hiçbiryere dönüș, povestiri, 1999
- Sıcak külleri kaldı. roman, 2000
- Erguvan Poarta, roman, 2004
- Kayıp Söz. 2007
- Çöplüğün Generali. 2009

## Opere traduse în limba română
- Cuvântul pierdut, roman, editura Univers, traducere de Leila Unal, 2013; ISBN 9786068543000

## Premii literare
- 1992: Premiul Pentru Literatură Sait Faik
- 1993: Premiul Yunus Nadi
- 2001: Premiul Pentru Literatură Orhan-Kemal
- 2004: Premiul Pentru Literatură Cevdet-Kudret